# Andrij Pylawski
Andrij Borysowycz Pylawski, ukr. Андрій Борисович Пилявський (ur. 4 grudnia 1988 w Kijowie, Ukraińska SRR) – ukraiński piłkarz, grający na pozycji obrońcy, a wcześniej pomocnika.

## Kariera piłkarska

### Kariera klubowa
Jest wychowankiem klubów Youth Academy wychowanek „Atlet” Kijów, Nafkom Browary i Arsenał Kijów. W 2007 rozpoczął karierę piłkarską w drużynie rezerw Arsenału Kijów, dopiero w 2009 zadebiutował w pierwszym zespole Nafkomu Browary. Latem 2009 przeszedł do Nywy Winnica, do której zaprosił go trener Ołeh Fedorczuk. W grudniu 2010 podpisał 4-letni kontrakt z izraelskim klubem Maccabi Hajfa. W meczu z NK Maribor doznał kontuzji i w związku z długim leczeniem oraz limitem obcokrajowców (aby klub mógł zagrać innego obcokrajowca) został wypożyczony do Beitar Jerozolima. 9 sierpnia 2014 podpisał 3-letni kontrakt z Zorią Ługańsk. 10 lutego 2016 przeszedł do rosyjskiego Rubinu Kazań. 27 lipca 2016 został wypożyczony do Worskły Połtawa. 24 grudnia 2016 opuścił połtawski klub. W lutym 2017 na zasadach wypożyczeni powrócił do Zorii Ługańsk, w którym grał do końca roku. 17 lutego 2018 za obopólną zgodą kontrakt został anulowany.

### Kariera reprezentacyjna
18 listopada 2014 debiutował w narodowej reprezentacji Ukrainy w zremisowanym 0:0 meczu z Litwą.

## Sukcesy i odznaczenia

### Sukcesy klubowe
- mistrz Izraela: 2011